# Aeroportul Regional Sierra Blanca
Aeroportul Regional Sierra Blanca (IATA: RUI, ICAO: KSRR, FAA LID: SRR) este un aeroport din Comitatul Lincoln, New Mexico, New Mexico, Statele Unite ale Americii ce deservește zona Ruidoso. Aeroportul a fost tranzitat în 2019 de 66 de pasageri. A fost numit după Sierra Blanca⁠(d).
Situat la o altitudine de 2.077 m, aeroportul dispune de 2 piste.

## Infrastructură

### Piste
Aeroportul dispune de 2 piste. Pista 6/24 are suprafața de asfalt și dimensiunile 8.120 picioare × 100 picioare. Pista 12/30 are suprafața de asfalt și dimensiunile 6.309 picioare × 75 picioare. 